# Dagsavisen
Dagsavisen er et norsk dagblad, der udgives i Oslo.
Avisen var tidligere ejet af det norske Arbeiderpartiet og var tæt knyttet til den norske fagbevægelse, men er i dag ejet af mediegruppen Mentor Medier, der også udgiver avisen Vårt Land. Avisen hævder i dag at være politisk neutral.

## Historie
Dagsavisen blev grundlagt i 1884 under navnet Vort Arbeide med undertitlen Organ for Arbeidernes Interesser og udkom første gang den 11. maj 1884. Grundlægger og ejer af avisen var Christian Holtermann Knudsen, men allerede den 1. april 1885 overdrog Knudsen avisen til Den Socialdemokratiske Forening, der i 1886 ændrede avisens navn til Social-Demokraten. Ved stiftelsen af Det norske Arbeiderparti i 1887 blev avisen organ for det nystiftede socialistiske parti.

I 1923 skiftede avisen navn til Arbeiderbladet. Under Arbeiderpartiets ejerskab havde avisen tætte forbindelser til den norske arbejderbevægelse. I 1991 overdrog Arbeiderpartiet avisen til A-pressen, der i 1997 ændrede avisens navn til det nuværende Dagsavisen. A-pressen etablerede i 1999 en selvejende fond, der overtog udgivelsen af avisen, og i 2008 blev avisen solgt til Mentor Medier.
Avisen udkom fra 1991 til 2007 også om søndagen, men søndagsudgaven blev nedlagt som følge af økonomiske vanskeligheder.

## Oplag
Oplagstal efter 1950 er fra norske Mediebedriftenes Landsforening, Aviskatalogen).
Tallene fra før 1937 er baseret på oplag og ikke salg. Kilde for perioden 1947-1949: Sigurd Høst: Aviskonkurransen, IJ (1996) ISBN 82-7147-159-7.
| - 1884: 300 - 1892: 1 200 - 1894: 3 000 - 1904: 6 000 - 1912: 15 000 - 1914: 23 000 - 1918: 40 000 - 1921: 85 000 - 1923: 35 000 - 1927: 27 000 - 1930: 34 000 - 1934: 48 000 - 1937: 59 359 - 1938: 58 735 - 1939: 58 681 - 1945: 80 000 - 1947: 56 877 | - 1950: 62 845 - 1951: 64 228 - 1952: 65 635 - 1953: 64 524 - 1954: 65 159 - 1955: 65 201 - 1956: 70 087 - 1957: 71 299 - 1958: 68 112 - 1959: 66 271 - 1960: 67 494 - 1961: 67 684 - 1962: 67 894 - 1963: 69 182 - 1964: 67 254 | - 1965: 68 278 - 1966: 67 675 - 1967: 70 714 - 1968: 71 267 - 1969: 74 091 - 1970: 73 217 - 1971: 75 372 - 1972: 69 159 - 1973: 64 155 - 1974: 61 931 - 1975: 62 211 - 1976: 60 380 - 1977: 60 152 - 1978: 60 091 - 1979: 59 211 | - 1980: 55 125 - 1981: 52 596 - 1982: 52 000 - 1983: 52 500 - 1984: 56 000 - 1985: 57 000 - 1986: 58 000 - 1987: 60 737 - 1988: 57 015 - 1989: 55 707 - 1990: 51 786 - 1991: 47 016 - 1992: 44 046 - 1993: 43 528 - 1994: 42 848 | - 1995: 42 870 - 1996: 42 139 - 1997: 40 771 - 1998: 43 792 - 1999: 40 349 - 2000: 38 239 - 2001: 35 413 - 2002: 33 816 - 2003: 32 706 - 2004: 32 920 - 2005: 33 830 - 2006: 32 380 - 2007: 31 403 - 2008: 29 041 - 2009: 28 337 |

|                                                                |
| Utviklingen i Arbeiderbladets / Dagsavisens oplag 1950 – 2009. |